# Conus patricius
Conus patricius is een in zee levende slakkensoort uit het geslacht Conus. De slak behoort tot de familie Conidae. Conus patricius werd in 1843 beschreven door Hinds. Net zoals alle soorten binnen het geslacht Conus zijn deze slakken roofzuchtig en giftig. Zij bezitten een harpoenachtige structuur waarmee ze hun prooi kunnen steken en verlammen.